# Penny Yassour
Penny Yassour (auch Penny Hes Yassour, * 1950) ist eine israelische Installationskünstlerin.
Yassour studierte Kunst und Geografie an der Universität Haifa und erlangte 1972 den Bachelor. 1988 studierte sie Kunstgeschichte an der Universität Tel Aviv. Sie lebt und arbeitet im Kibbuz Ein Harod (Ihud)  und lehrt seit 2000 an der Bezalel Academy of Arts and Design. Zur documenta X in Kassel schuf Penny Yassour Geistige Landkarten.

„Zu sehen waren an der Wand hängende Silikon-Lappen, die (in verdrehter Form) das Liniennetz der deutschen Reichsbahn von 1938 in Reliefform dokumentierten. Die Silikon-Lappen wirkten abstoßend und die Karte des großdeutschen Reiches war verfremdet. Penny Yassour nutzte bewußt diese Irritationen, um etwas ins Bewußtsein zu holen, was gern verdrängt wird: Auf dem dichten Liniennetz der Reichsbahn rollten in jenen Jahren die Züge, die systematisch die Juden in die Konzentrations- und Vernichtungslager transportierten.“

## Auszeichnungen
- 1994: The Prize of the Visual Arts Section, Ministry of Science and the Arts, Israel
- 1999: Arnold-Bode-Preis, Kassel
- 2000: Preis der Adolph and Esther Gottlieb Foundation, New York
- 2003: The Prize of the Minister of Culture, Israel
- 2009: The Prize for Excellency in the Arts, given for the 1st time, Israel National Lottery Council for the Arts